# 宇治武田病院
宇治武田病院（うじたけだびょういん）は、京都府宇治市宇治里尻36-26にある医療機関。武田病院グループに属する私立の病院である。2002年にユニチカ中央病院を継承したという経緯から、地域の基幹病院としての役割を果たしている。
2007年の新病院移転時に高精度放射線治療機器であるトモセラピーを導入し、がん治療に注力するとともに、手の外科およびスポーツ整形外科を得意とする病院である。

## 放射線治療センター
放射線治療センターには、常勤の放射線治療専門医が二人おり、トモセラピーを用いて、2012年12月現在で1,000例を超える症例の画像誘導下強度変調放射線治療(IG-IMRT)を行なっている。

## 指定施設
- 救急告示
- 日本医療機能評価機構認定病院（Ｈ21年2月）
- 臨床研修指定病院
- 歯科医師臨床研修指定病院
- 人間ドック・施設機能評価認定病院（Ｈ20年7月）
- 労災保険取扱指定
- 労災保険二次健診等給付
- 原爆被爆者一般疾病
- 結核予防法
- 身体障害者福祉法
- 二次病院群輪番
- 生活保護法
- 小児慢性特定疾患
- 更生医療機関指定（整形外科）
- 更生医療機関指定（腎臓）
- 更生医療機関指定（精神通院）

## 診療科など

### 診療科目
- 内科
- 循環器内科
- 消化器内科
- 糖尿病内科
- 内分泌内科
- 腎臓内科
- 神経内科
- アレルギー科
- 外科
- 肛門外科
- 整形外科
- 脳神経外科
- 形成外科
- リウマチ科
- 小児科
- 皮膚科
- 泌尿器科
- 眼科
- 耳鼻咽喉科
- リハビリテーション科
- 放射線科
- 歯科
- 歯科口腔外科
- 麻酔科

### 専門外来
- 糖尿病外来
- 呼吸器科
- 小児発達外来
- 小児循環器外来
- ペースメーカー外来
- 乳腺外来
- 上肢の外科外来
- スポーツ外来
- ペイン外来
- 睡眠時無呼吸外来
- 甲状腺外来
- 血液内科
- 失語症外来
- もの忘れ外来
- 小児アレルギー外来
- 心筋症・心不全外来
- 心臓血管外科

## 交通アクセス
- 西日本旅客鉄道（JR西日本）奈良線 宇治駅から徒歩3分
- 京阪電気鉄道宇治線 宇治駅から徒歩10分
- 京都京阪バス JR宇治駅停留所から徒歩4分